# کی پیتمن
کی پیتمن (به انگلیسی: Key Pittman) سناتور سابق عضو حزب دموکرات ایالات متحده آمریکا بود. وی در سال ۱۹۱۳ تا ۱۹۴۰ میلادی سناتور ایالت نوادا در سنای ایالات متحده آمریکا بود.